# ステレオタイプ

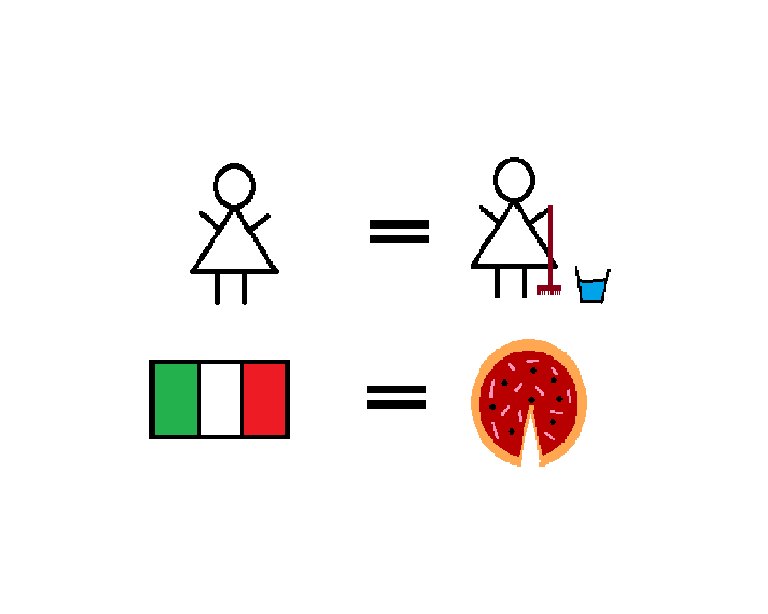
ステレオタイプの例: 女性は家事を担当し、イタリア人はピザを好む。

ステレオタイプ（英: Stereotype、仏: Stéréotype）とは、多くの人に浸透している先入観、思い込み、認識、固定観念、レッテル、偏見、差別などの類型化された観念である。アメリカのジャーナリストであるウォルター・リップマンによって命名された。
また、社会心理学においてステレオタイプとは、特定の集団に所属する人々や、特定の属性を有する人々に関する過度に一般化された信念のことである。その種類は様々で、例えば、そのグループの性格、好み、外見、能力、人種、民族に関するものなどがある。そしてステレオタイプは、不正確で、古い内容が更新されにくいこともあるが、正確な場合もある。このような一般化は、迅速な意思決定を行う際に有用な場合もあるが、差別の原因になる可能性がある。
社会科学の研究によると、ステレオタイプのうち、政治的所属や国籍に関するものは不正確なものが多い反面、それ以外のステレオタイプ（学業成績、性格、行動、性別、人種、社会階層、民族などに関するもの）には、正確性と合理性が認められるという。
なお、“ステレオタイプ”はフランス語の“Stéréotype”を英語読みしたもので、「立体的な」を意味する“ステレオ(stereo)”とは綴りは同一でギリシア語の原意と同じである。

## 概要
元々は印刷術のステロ版（鉛版）が語源となる社会学の用語で、思考や観念、ものの見方・捉え方を示し、ステロ版で印刷された印刷物のように、「型を用いて作られたかのように全く同じもの」「既に完成された状態のものとして扱われているもの」という意味で、「多くの人に浸透している認識や固定観念、特に先入観、思い込み」を指す。日本語で同様の表現を示すなら、「判で押したように」「紋切型の」がほぼ同様の用語である。
フランス語で「決まり文句」など類型化された表現を意味するクリシェ(cliché) も、フランス語で“クリシェ”とはステロ版を意味するため、同じ意味といえる。
他には、英語の「Cookie-cutter」（クッキーカッター。“どこから見ても同じ見え方”）や、日本語の「金太郎飴のように」(どこを切っても似たような顔が出てくる)などがある。
「ステレオタイプな」「ステレオタイプのような」という形容詞としては"stereo typical"（ステレオティピカル）という語もあり、これは日本語では「常同的」「常同性」と訳されることがある。

### 古典的な類型性

漫画の悪役像

物語やフィクションなどで造形される人物像にその典型的な形が見られ、勧善懲悪の物語では、善役はいかにも善役らしい姿や言動があり、他方、悪役は同様にいかにも悪役らしい姿や言動で表現される。
大衆向けの娯楽目的の小説や映画、ドラマなどでは、人物造形だけではなく、物語の構成やプロット、展開・結末などもステレオタイプになっているのが一般である。漫画やアニメなどでは、「Boy meets girl, and fall in love」という言葉があるが、これは最近の物語におけるステレオタイプではなく、古代の青春恋愛物語である『ダフニスとクロエー』においても同じような構成になっている。これらは、神話類型（Cat:神話類型）に通じ、物語の基本的な類型構造で、人間心理の普遍的・先天的なありようとも関係すると考えられる。
しかし近代において、大衆社会、マスコミュニケーションが成立すると、政治、経済、社会的な目的において、過剰に単純化され類型化されたイメージが広く一般の人にも流布するようになり、文字通り、紋切り型な把握や観念や思考となって定着するようになった。

### ステレオタイプな観念の特徴
多くの人が持つ観念には、先入観やタブロイド思考を含み偏見や差別的な意識とも関係している。
「紋切り型」という言葉が示すように、多数の人において同じような考え方や見方が類型化されて共有され、なぜその思考や見方が妥当と確信するのかということについても、メディアや周囲の人が皆そう言っているとか、主体的に吟味することなく、そのまま無批判に取り入れ鵜呑みにしていることが一般である。
その為、客観的根拠もなく、個々人が抱く考え方・観念に対する理解にも乏しく、底が浅く、また複雑なものごとを単純化しているため、当人は理解しているとの錯覚に陥っているが、迷妄であって固定観念になっている場合も多々ある。

### 正確性

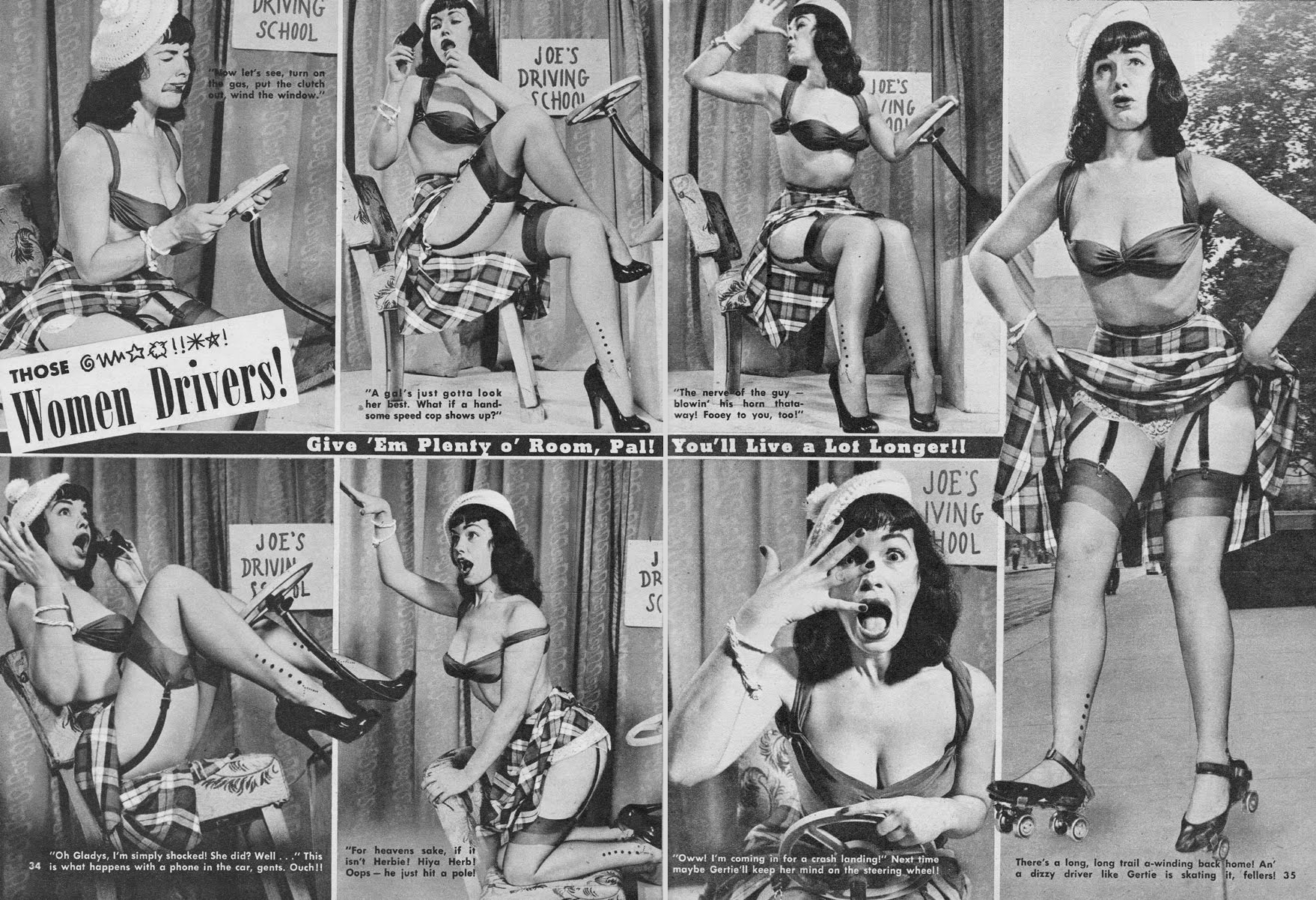
1952年3月の『Beauty Parade』誌に掲載された、女性ドライバーをステレオタイプ化した特集。モデルにはベティ・ペイジが起用されている。

ステレオタイプは効率的な近道であり、感覚を生み出すツールでもある。しかし、ステレオタイプは、個人に関する新しい情報や予想外の情報を処理することを妨げ、印象形成のプロセスを偏らせてしまうことがある。初期の研究者たちは、ステレオタイプは現実を正確に表現していないと考えていた。例えば、1930年代に行われた一連の先駆的な研究では、広く受け入れられている人種的なステレオタイプには経験的な裏付けがないことがわかっていた。1950年代半ばには、ゴードン・オールポートが「すべての証拠に反してステレオタイプが成長することはあり得る」と記している。
ステレオタイプの形成における擬似的な相関関係の役割に関する研究によると、ステレオタイプは、2つの事象（例えば、社会集団の一員であることと、悪い属性や良い属性）の関係について誤った推論をすることで発展する可能性があるという。つまり、少なくとも一部のステレオタイプは不正確であるということである。
実証的な社会科学の研究によると、ステレオタイプはしばしば正確であることがわかっている。ユッシムらは、人口統計学的特性、学業成績、性格、行動に関する、人種的ステレオタイプに関する4つの研究と、性別的ステレオタイプに関する7つの研究をレビューした。それによると、民族や性別のステレオタイプには正確な部分もあるが、政治的所属や国籍に関するステレオタイプは正確さに欠けるということがわかった。また、テラッチアーノらの研究では、国籍に関するステレオタイプの信念は、異なる文化圏の人々の実際の性格特性を反映していないことがわかっている。
ラトガーズ大学の社会心理学教授のリー・ユッシムによると、「ステレオタイプは不正確である」という神話があるという。多くの研究者が引用し、ステレオタイプは不正確であるいうソースとなっているゴードン・オールポートの著書『The Nature of Prejudice』（1954年）などをユッシムは確認しても、ステレオタイプが不正確であるという実証的・科学的な根拠は見つけられなかったという。マレーネ・マッキーは、ステレオタイプは不正確であるが、これは経験的な主張ではなく定義であると主張している。つまり、ステレオタイプの不正確さが経験的な発見であるかのように扱われているにもかかわらず、ステレオタイプは単に不正確であると定義されていたというのである。

## ステレオタイプの例
以下の例は、統計学・科学的な裏付けが無い固定観念による類型化による一例で偏見や差別を助長する原因となっている。

### 性別・身体的特徴／服装・髪型
- 短い髪の女性はラディカル・フェミニストと見られることがある。男女平等を訴えるフェミニズムに傾倒しすぎるがあまりに「性差別」の原因である「女性性」を消すために男のような髪型になった、と言われている。

- ピンク色の髪型、鼻ピアスなど奇抜な（ゆえに左翼・リベラル寄りの人が好みがちな）ファッションも、フェミニストの特徴として見られることがある。

- 中年以上の女性は「世話焼き、おしゃべりでうるさい、押し付けがましい」とされることがある。

#### 性的指向
- 同性愛者 - 2006年11月に議決された、国際人権法に関するジョグジャカルタ原則はこうしたステレオタイプを偏見や差別の要因となるものとして、国家や社会にその徹底した撤廃を求めている。

- 男はマッチョで女よりも性欲が強く、同時に複数のことをこなすことができないというステレオタイプがある[20]。
- 女は運転が下手で方向音痴であるというステレオタイプがある[20]。

#### 血液型
差別的要素が多分に含まれており、日本において特有の迷信である。科学的に立証された例は無く、欧米諸国ではこういった偏見は見られない。

### 人種・国籍・肌の色など

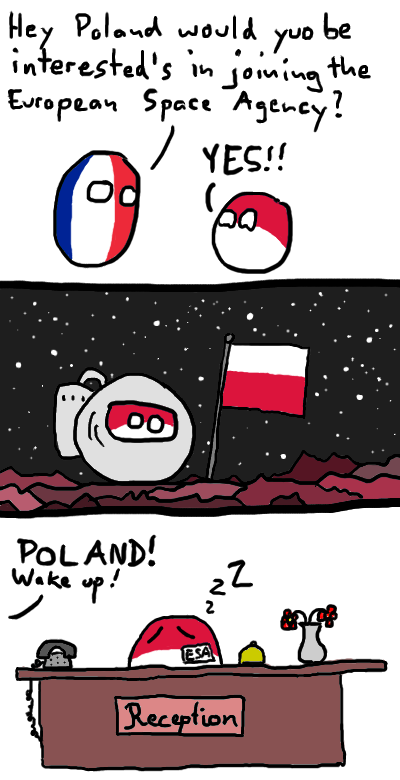
ポーランド人が宇宙に行けないほど知識がないとされることを揶揄したポーランドボールの漫画。2012年にポーランドが欧州宇宙機関に加入したことについて言及している。

- イスラム教徒 - イスラム教徒はテロリストであるというステレオタイプがある (キリスト教諸国によって広められたイスラムフォビア)[20]。

- イタリア人 - パスタやピザを食べるというステレオタイプがある[20]。

- 『ニューヨーク・タイムズ』は、アメリカ合衆国における代表的なステレオタイプとして、「貪欲なユダヤ人」、「卑劣な中国人」、「馬鹿なアイルランド人」、「怠惰な黒人」を挙げている[21] 。アメリカ合衆国における人種・国籍によるステレオタイプの詳細については、英語版ウィキペディアのen:Stereotypes of groups within the United Statesを参照。
- ユダヤ人 - 「ユダヤ人は教育熱心」というステレオタイプがあり、過剰な教育ママを「ユダヤ人の母（ジューイッシュ・マザー（英語版））」と呼ぶ。

- ギリシャ人 - ずる賢いというステレオタイプがある[20]。

- 黒人 - 日本においては黒人差別をなくす会による差別的であるとの指摘や抗議活動により、ステレオタイプで描写された絵本『ちびくろサンボ』の絶版、カルピスの登録商標の使用差し止め、藤子プロの『オバケのQ太郎』における特定エピソード掲載巻の回収および以後の掲載中止、ダッコちゃんの販売停止に追いこまれる事態となり、その後、出版社やアニメ制作会社などでは作品に黒人自体を出すことをタブーとし自粛していた。自粛が無くなり黒人が登場するようになっても「ダンサーやアスリート」「マッチョで陽気」など新たなステレオタイプが出現している[22][23]。また黒人は白人よりも体臭が強いというステレオタイプも見受けられる[20]。

- スコットランド人 - 「けち」というステレオタイプがある[20]。
- アイルランド人 - 「酔っ払い」のイメージがあり、緑色を好む。また（ジャガイモ飢饉に対する当てこすりとして）じゃがいも料理好きというイメージを押し付けられることがある。
- ドイツ人 - 勤勉で合理的だが、ビール好きというイメージがある。
- フランス人 - おしゃれでロマンティックな性格だが、不潔であるというイメージがある。

- 中国人 - 人口の多さから繁殖能力が高い人種だとみなされている[20]。近年ではタイガー・マザーなど新たなイメージも登場している。

- 東洋人 - 挨拶のとき必ず合掌しお辞儀をする。理数系の学科が得意[注 1]。その一方で、物事に対していい加減な部分がある。時間や約束事に対してルーズ。物静か、集団的、クリーニング店を経営している、勤勉、目上の者には絶対服従、など。瞑想（仏教の修行）をするので精神が安定している。空手・柔道・拳法など徒手格闘術の達人である。

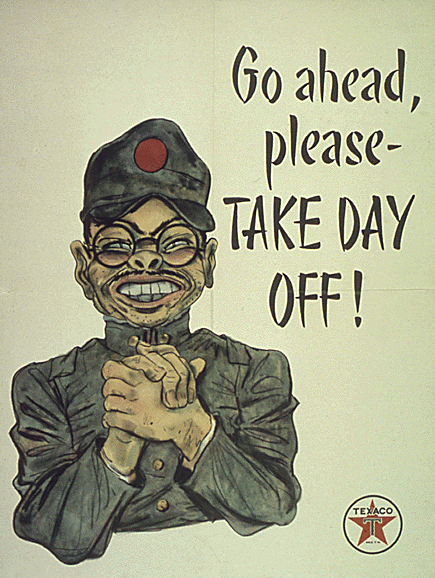
「さあ、どうぞ休みを取って下さい!」ステレオタイプがプロパガンダに利用される例。第二次世界大戦中のアメリカでの反日宣伝広告にみられるステレオタイプな日本人像（黄色い肌、メガネ、出っ歯、口ひげ、慇懃無礼、戦闘帽）ステレオタイプな日本人が挑発することにより労働意欲・反日感情を掻き立てる目的に作られた。

- 日本人 - 眼鏡を掛け、出っ歯で背が低く、首からカメラを提げている（戦後、日本人団体旅行者の与える印象が強かったため）。いつも笑顔。イエスとノーが曖昧。個人主義的な西洋人に対して集団主義的。恥の文化。捕虜になって辱めを受けるよりも潔い死を選び（戦陣訓）、「ハラキリ」や「バンザイ突撃」「カミカゼ」に至る。英語の発音が下手で独特の文法の英文を作る。手先が器用で物作りが得意。欧米の一部では、外国人嫌い[24][25]、歯並びが悪い[26][27]、などのイメージがある。
  - 日本人女性 - 貞淑で夫を立てる、献身的（隷属的と捉えられる場合もある）などのステレオタイプが日本以外の国には存在している。一方で性的に奔放で白人男性に弱い「ゲイシャガール」[28]のイメージも一部にある。
  - 日本人男性 - 仕事中毒で金儲けに熱心（エコノミック・アニマル）、勤勉すぎて過労死（Karoshi）する。ペニスが小さい[29]、好色[30]、男尊女卑などのステレオタイプが欧米の一部に見受けられる。

- ロシア人 - 飲んだくれで民主主義的考えを受けつけない人種だというステレオタイプがある[20]。

### 地域性
- 都会（主に東京都区部を指す[注 2]） - 洗練されている。流行の先端を行っている（おしゃれ）。人間関係（人付き合い）が表層的。考えが合理的でクール。その一方、教育、健康、育児などの面においては「不健全」な環境。危険でマナーが悪く冷たい人間性な面もある。
- 田舎（主として郡部を指す） - 地味。洗練されていない。訛りがひどい。流行から遅れている。産業は農林漁業関係しかない。濃厚な人間関係（人付き合い）が残っている（村社会）。反面、利点として、生活や子育てにおいて、健全なよい環境が残されている。安全でマナーが良く温かい人間性。
- 江戸人 - 刹那的（例：「宵越しの金は持たない」）・場当たり的。意地・見栄を張る。口は悪いが（江戸弁）、人情に厚い。
- 関西人 - お笑い好きでおしゃべり。いらち（＝せっかち）。派手好き。食い倒れ・建て倒れ・着倒れ・履き倒れ・寝倒れ。首都圏を敵視している。いわゆる「関西のおばちゃん」は逞しく、金銭感覚に優れ、虎縞や豹柄の服を好む[注 3]。
- 港町（横浜、神戸、長崎、函館、小樽など） - ハイカラ、おしゃれ、開放的な気質（コスモポリタニズム）。
- 沖縄人 -本土に比べて温和な人間性がある。

### 職業や学業の専攻
- 文系と理系
  - 理系 - 白衣を着ていることが多い。理屈っぽい。ポップカルチャーにおける科学者のステレオタイプに大きな影響を及ぼした人物として、アインシュタインがいる。ぼさぼさの白髪に白衣を着ているというイメージ[31]は多くのフィクションや映画で使われた（実際には、彼は白衣は着なかった。詳細は en:Albert Einstein in popular cultureを参照）。マッドサイエンティストは異常な知識・技術力と研究意欲と功名心を持つ一方で、一般的な道徳心や倫理、社会通念を欠くか無視しており、精神的には不安定。

- アメリカ合衆国の警察がよくドーナツ屋でドーナツとコーヒーを頼むのはステレオタイプの一例だといえる[32]。

- スポーツ選手は頭が悪いというステレオタイプがある[20]。

### 趣味・嗜好
- ゴルフは、保守的・官僚主義的な高齢男性が好むスポーツとされている。
- パンクロックの愛好者は反抗児、問題児と見られることがある。
- 編み物は「家庭的で穏やかな女性」の趣味と見られる。

### 姓名
- 韓国では安姓、姜姓、崔姓は「안강최」と呼ばれ、頑固というステレオタイプがある[33]。